# S/mileage Best Album Kanzenban ①
S/mileage Best Album Kanzenban ① (スマイレージ ベストアルバム 完全版① S/mileage Álbum Completo Edición 1?) es el 1er álbum compilatorio de S/mileage. Incluye todos los sencillos de S/mileage, incluidos los indies. El álbum fue lanzado el 30 de mayo de 2012 en 2 ediciones, Regular y Limitada.

## Lista de Canciones
| CD  |                                                                                                  |          |  |
| N.º | Título                                                                                           | Duración |  |
| 1.  | «Dot Bikini»                                                                                     |          |  |
| 2.  | «Choto Mate Kudasai!»                                                                            |          |  |
| 3.  | «Please Miniskirt Postwoman!»                                                                    |          |  |
| 4.  | «Tachiagirl»                                                                                     |          |  |
| 5.  | «Uchouten LOVE»                                                                                  |          |  |
| 6.  | «Koi ni Booing Buu!»                                                                             |          |  |
| 7.  | «Short Cut»                                                                                      |          |  |
| 8.  | «Onaji Jikyuu de Hataraku Tomodachi no Bijin Mama»                                               |          |  |
| 9.  | «OO Ganbaranakutemo ee nende !!»                                                                 |          |  |
| 10. | «Yume miru fifteen»                                                                              |          |  |
| 11. | «Otona ni Narutte Muzukashii!!!»                                                                 |          |  |
| 12. | «Suki-chan»                                                                                      |          |  |
| 13. | «Asu wa Date na no ni, Imasugu Koe ga Kikitai»                                                   |          |  |
| 14. | «aMa no Jaku»                                                                                    |          |  |
| 15. | «Kiiroi Jitensha to Sandwich (黄色い自転車とサンドウィッチ; Bicicleta Estridente y un Sandwich)» |          |  |

| Edición Limitada DVD S/mileage History Eizou Tsuki (スマイレージ ヒストリー映像付; Historia de S/mileage con Videos) |                                                                                                |          |  |
| N.º | Título                                                                                         | Duración |  |
| 1. | «OPENING~1st Single (OPENING~1st.シングル)»                                                    |          |  |
| 2. | «2nd Single~3rd Single (2nd.シングル~3rd.シングル)»                                            |          |  |
| 3. | «4th Single (4th.シングル)»                                                                    |          |  |
| 4. | «5th Single~6th Single (5th.シングル~6th.シングル)»                                            |          |  |
| 5. | «7th Single (7th.シングル)»                                                                    |          |  |
| 6. | «8th Single (8th.シングル)»                                                                    |          |  |
| 7. | «9th Single~10th Single (9th.シングル~10th.シングル)»                                          |          |  |
| 8. | «Interview (インタビュー)»                                                                     |          |  |
| 9. | «Secret Track Dot Bikini (Recording Ver.) (シークレットトラック ドットビキニ(Recording Ver.))» |          |  |

## Miembros presentes
- 1ª Generación: Ayaka Wada, Yuuka Maeda (Acreditada), Kanon Fukuda, Saki Ogawa (Acreditada)
- 2ª Generación: Kana Nakanishi, Akari Takeuchi, Rina Katsuta, Meimi Tamura
- Sub-miembros: Fuyuka Kosuga (Acreditada)